# Philippe-Auguste Hennequin

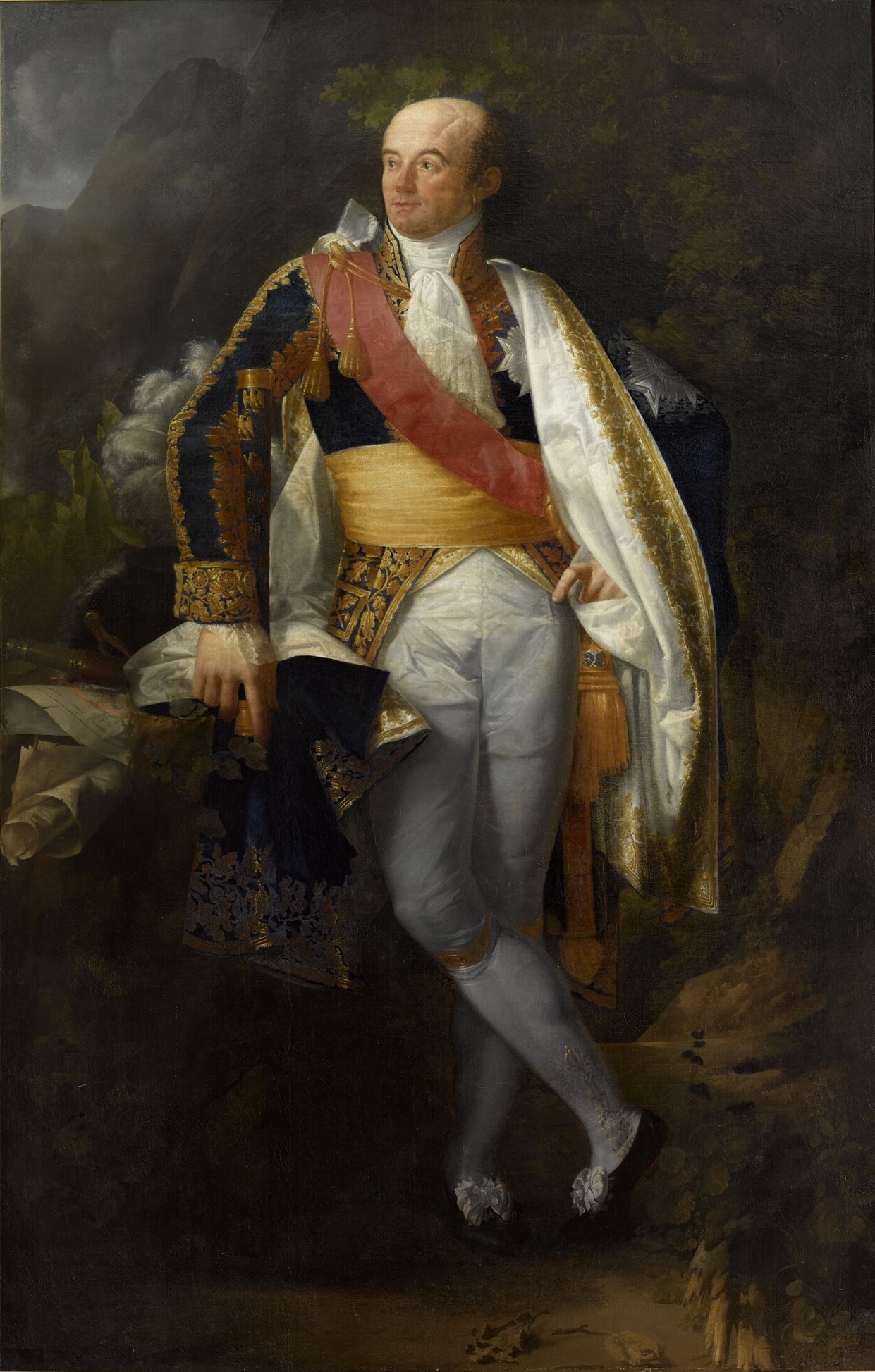
Catherine-Dominique de Pérignon, porträtterad av Philippe-Auguste Hennequin.

Philippe-Auguste Hennequin, född 10 augusti 1762 i Lyon, död 12 maj 1833 i Leuze-en-Hainaut, Hainaut, var en fransk målare och kopparstickare. 
Hennequin studerade först för Pehr Eberhard Cogell i sin födelsestad, blev sedan Jacques-Louis Davids elev, vistades i Rom, då revolutionen utbröt. Utsatt för förföljelse av den påvliga regeringen på grund av sina frisinnade åsikter, måste han lämna Italien och hade stora svårigheter att återkomma till Frankrike, där han ett par gånger satt häktad med fara för sitt liv. År 1814 flyttade han från Paris till Liège, bosatte sig till sist i Tournay och var den där befintliga konstakademiens ledare till sin död. Av Hennequins hand finns i Louvren Orestes förföljd av furierna (utställd 1800), målad i Davidska skolans maner.